# Toledo
Toledo je město v Kastilii ve středním Španělsku, 70 km jihozápadně od Madridu. Leží na skalním útesu vysoko nad záhybem řeky Tajo a je hlavním (nikoli však největším) městem Kastilie-La Mancha a provincie Toledo. Žije zde přibližně 87 tisíc obyvatel. Město s bohatou historií je sídlem univerzity a arcibiskupství a staré město je na seznamu kulturního dědictví UNESCO.

## Dějiny
Na území současného města byla objevena řada keltoiberských hradů a zbytky městských hradeb. Roku 192 př. n. l. dobyli území Římané a založili zde město Toletum, které díky těžbě železné rudy rostlo a bohatlo. Z bohatých vil a akvaduktu se zachovaly jen vykopávky. Koncem 5. století dobyli Toledo Vizigóti a v letech 531 až 711 bylo hlavním městem Vizigótské říše a sídlem arcibiskupa. O významu města svědčí, že v letech 400-702 se zde konalo 19 církevních koncilů, koncilu v roce 633 předsedal Isidor ze Sevilly. Roku 712 dobyli město Maurové a v období Córdobského chalifátu město jako Tulatula opět prosperovalo. Roku 1085 je dobyl Alfons VI. Kastilský a město se stalo residencí králů Kastilie až do roku 1561, kdy král Filip II. Španělský přesídlil do Madridu.
Od římských dob se v Toledu těžila železná ruda a vyráběly kvalitní zbraně. Výroba toledských mečů dosáhla vrcholu v maurském období a v pozdním středověku. Od raného středověku se zde stýkaly různé kultury i jazyky, mísily se tu prvky křesťanské, židovské a arabské kultury a od 12. století se stalo střediskem překládání arabských a antických autorů do latiny (Gerard z Cremony a další). V letech 1577-1614 zde žil a pracoval malíř El Greco, koncem 16. století však město ztrácelo na významu a upadalo.
Za španělské občanské války se město stalo dějištěm prudkých bojů mezi republikány a frankisty. Frankističtí povstalci se nakonec uzavřeli v Alcázaru, kde se sedmdesát dnů bránili až do příchodu jednotek generála Franca.

## Pamětihodnosti
O Toledu se často tvrdí, že je nejcharakterističtější ukázkou španělské kultury. Mezi nejvýznamnější památky patří:
- Středověký hrad San Servando, založený v 8. století jako klášter benediktinů, od 13. století hrad Templářů, který dnes slouží jako hostel.
- Na úpatí hradu stojí římský most Puente de Alcantára, na západní straně středověký Puente de San Martin.
- Toledská katedrála P. Marie, pětilodní bazilika bez příčné lodi se dvěma věžemi, dvojitým ochozem, systémem kaplí a velkým rajským dvorem je 120 m dlouhá a 59 m široká. Patří mezi nejcennější památky španělské gotiky, ovlivněné mudéjarskými vlivy. Byla založena roku 1226 a charakteristické západní průčelí bylo dokončeno po roce 1500. Vyřezávaný a zlacený hlavní oltář, který zabírá celou šířku hlavní lodi a výšku až k patkám klenby, je z roku 1504.
- Dvě dobře zachované středověké synagogy po vyhnání Židů v roce 1492 sloužily jako kostely.
- Renesanční pevnost Alcázar se čtyřmi věžemi v rozích.
- Mešita, později kostel El Cristo de la Luz, postavený koncem 12. století slouží dnes jako muzeum.
- Dvě městské brány stojí v jeho sousedství: Puerta Vieja de Bisagra z 8. století a mohutná Puerta Nueva z roku 1550.
- V bývalém kostele svatého Romana je muzeum vizigotského umění.
- V kostele svatého Tomáše se středověkou věží visí El Grecův obraz „Pohřeb hraběte z Orgazy“.
- Dům El Greca, malíře z 16. století.

## Doprava
Toledo je spojeno s Madridem dálnicí A-42 a na nové zpoplatněné dálnici AP-41. Leží také na trase postupně budované dálnice A-40 Castilia La Mancha (Maqueda - Toledo - Ocana - Tarancón - Cuenca - Teruel).
Železniční spojení tratí Madrid - Aranjuez bylo otevřeno roku 1858. Od roku 2005 je Toledo spojeno s Madridem vysokorychlostní tratí, doba jízdy je 30 minut.

## Partnerská města
- Agen, Francie (1973)
- Cáchy, Německo (1984)
- Corpus Christi, Spojené státy americké (1989)
- Damašek, Sýrie (1994)
- Guanajuato, Mexiko (1978)
- Havana, Kuba (2006)
- Nara, Japonsko (1972)
- Safed, Izrael (1981)
- Toledo, Spojené státy americké (1931)
- Veliko Tarnovo, Bulharsko (1983)

## Galerie

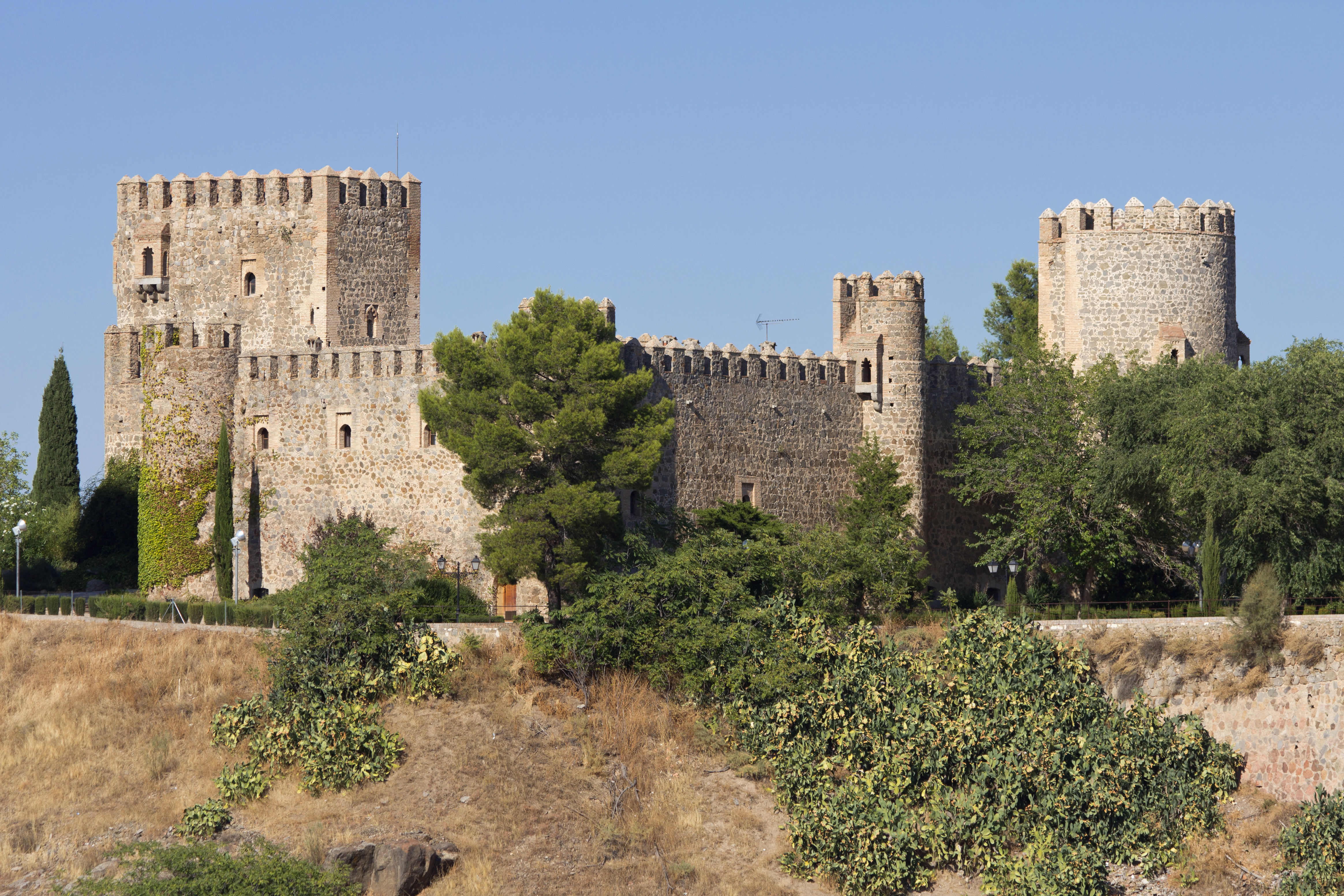
Hrad San Servando
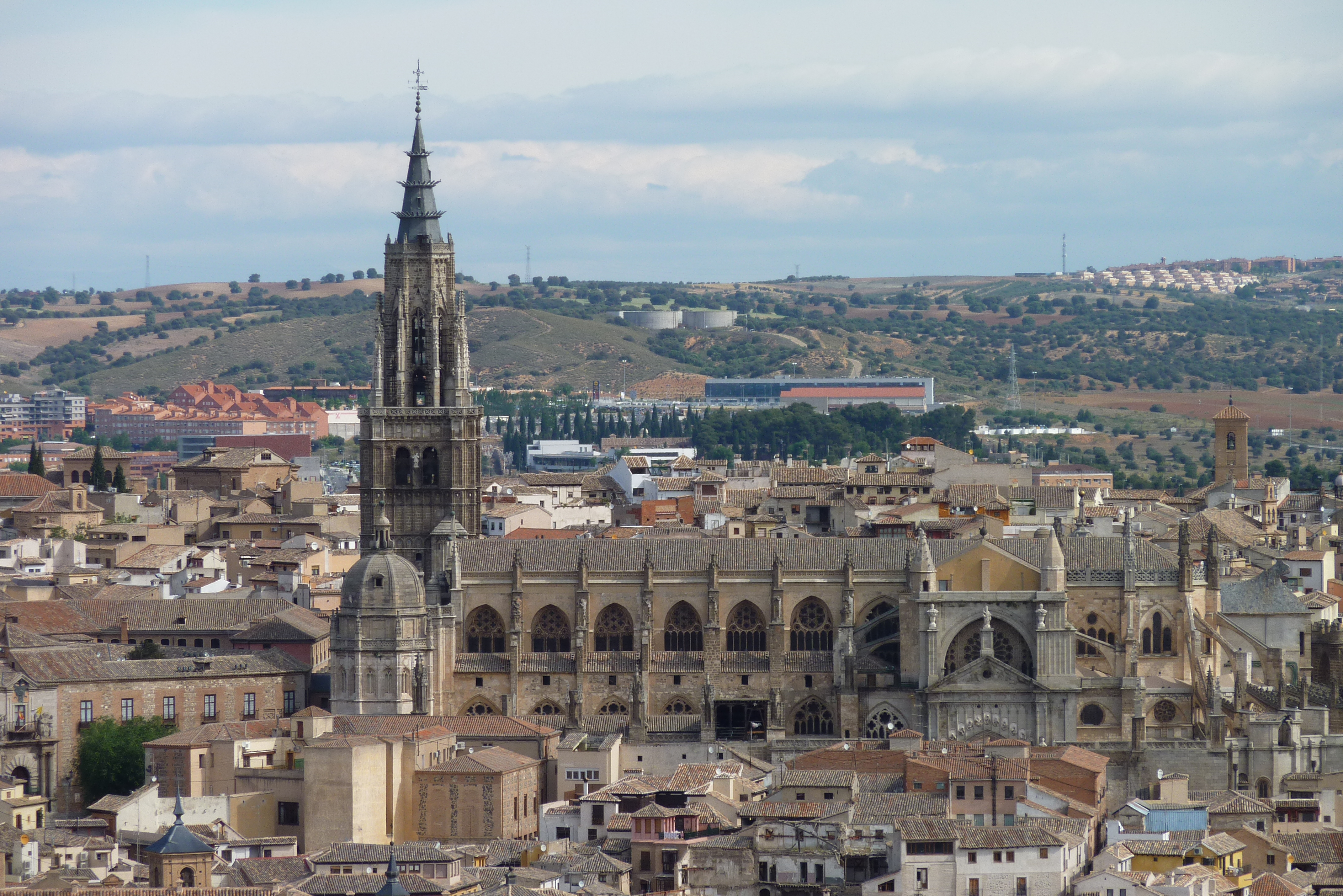
Katedrála P. Marie
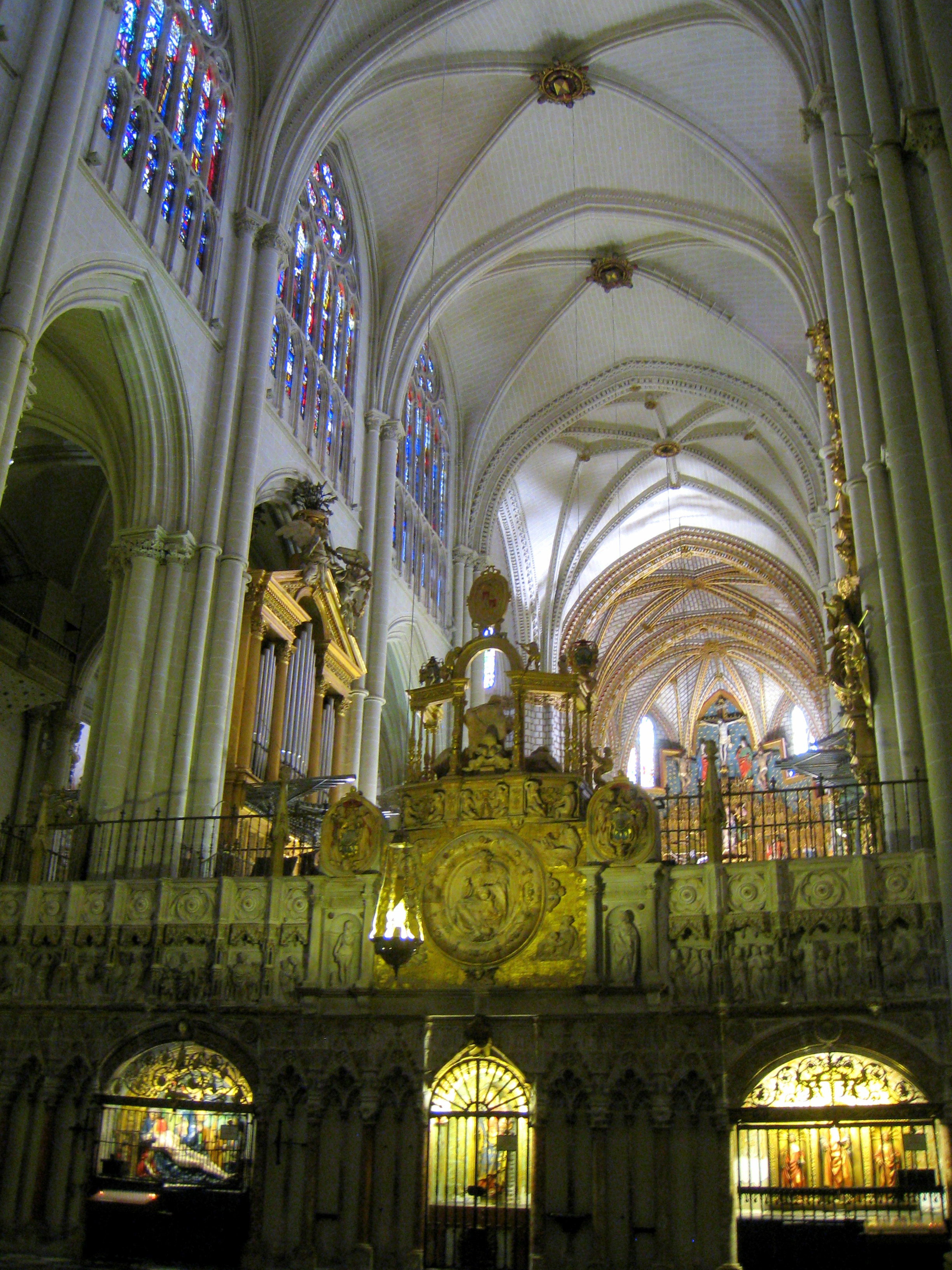
Katedrála, vnitřek
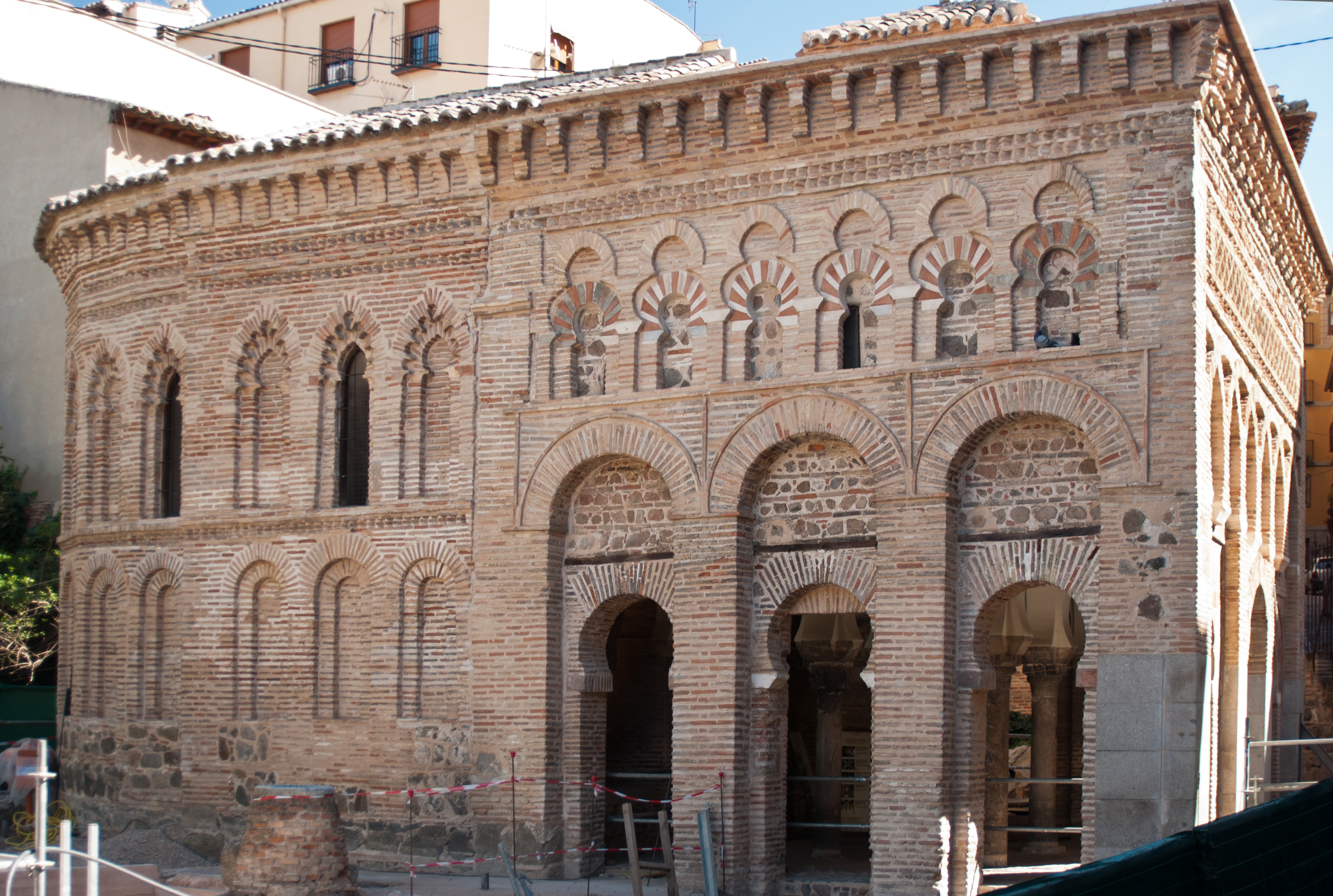
Bývalá mešita Cristo de la Luz
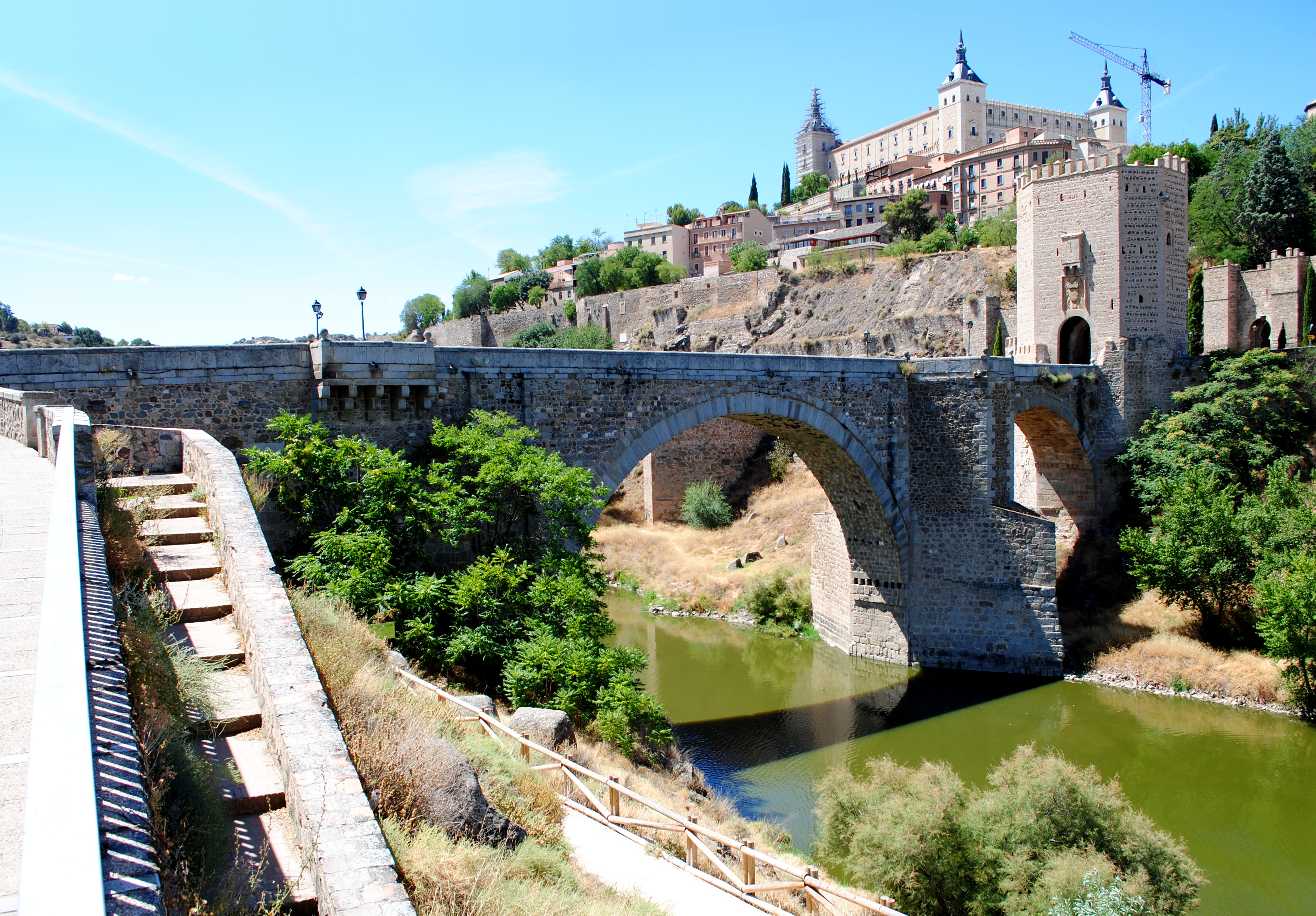
Římský most, v pozadí Alcázar
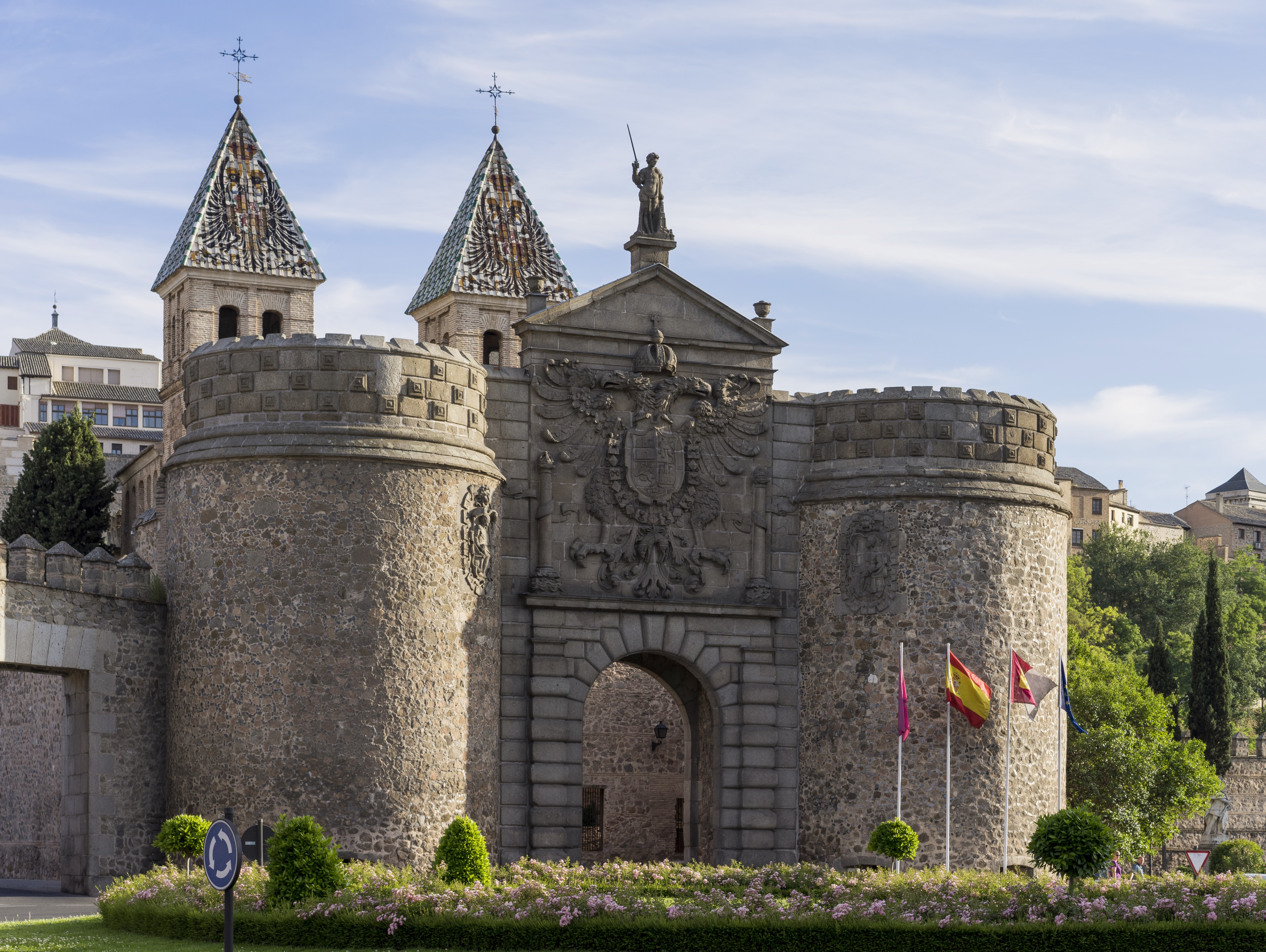
Puerta Nueva de Bisagra